# Giovanni Buon
Giovanni Buon, född omkring 1360, död 1442, var italiensk skulptör och arkitekt. 
Tillsammans med sonen Bartolomeo Buon (omkring 1374–1467) utformade han flera av Venedigs rikt dekorerade sengotiska palats, bland andra Cà d'Oro. De var båda verksamma även vid Dogepalatset, där de gemensamt utförde den nya porten Porta della Carta.
Tillskrivningarna till Giovanni och Bartolomeo Buon är många och så olika att ingen konsensus har kunnat nås om deras konstnärskap. Brist på tillförlitlig dokumentation över Giovannis arbete har gjort att det saknas grund för en rekonstruktion och bedömning av hans karriär.